# Иж Орион
ИЖ «Орион» — опытный мотоцикл эндуро-класса, разработанный Ижевским мотоциклетным заводом в конце 1980-х — начале 1990-х годов. Стал частью серии прототипов, созданных в попытке модернизации модельного ряда, наряду с ИЖ «Планета-6», «Планета-7», «Спринтер» и другими.

## История
Проект разрабатывался ориентировочно в 1989–1991 годах как ответ на растущий интерес к универсальным и туристическим мотоциклам. ИЖ «Орион» создавался с оглядкой на Yamaha XT550, вероятно, с использованием лицензионной или частично заимствованной технической базы.
Конструкция отличалась от классических ижевских моделей современным обликом: пластиковыми обтекателями, моноамортизатором, модернизированной приборной панелью. 

## Конструкция
ИЖ «Орион» имел:
- 4-тактный двигатель (~560 см³), воздушного охлаждения;
- пятиступенчатую коробку передач;
- телескопическую переднюю вилку;
- заднюю подвеску с моноамортизатором;
- дисковый тормоз спереди.

Дизайн и компоненты делали его ближе к японским туристическим моделям, чем к прежним советским мотоциклам.

## Судьба проекта
Из-за экономических трудностей конца 1980-х и распада СССР проект не был доведён до серийного производства. Ни один из прототипов, включая «Орион», не поступил на рынок. Завод сосредоточился на продолжении выпуска моделей Иж Планета-5 и Иж Юнкер.